# الدوري البلغاري الممتاز 2013-14
الدوري البلغاري الممتاز 2013-14 (بالبلغارية: „А“ футболна група 2013/14)‏ هو الموسم 90 من  الدوري البلغاري الممتاز. أقيم خلال الفترة 19 يوليو 2013 وحتى 18 مايو 2014، وأشرف على تنظيمه اتحاد بلغاريا لكرة القدم، وكان عدد الأندية المشاركة فيه  14، وفاز فيه نادي لودوغورتس رازغراد.